# EDAW
EDAW（イドゥー）は、AECOMのランドスケープ・アーキテクチュア部門の前身のランドスケープコンサルタント。
ガレット・エクボと義弟エドワード・ウィリアムスらが、1939年にパートナーとして立ち上げた造園設計事務所が始まり。
その後、何人かのパートナーが入れ替わり、4人のパートナーエクボ・ディーン・オースティン・アンド・ウィリアムズ（Eckbo, Dean, Austin and Williams）となる。エクボとウィリアムズのほかはフランシス・ディーンとドン・オースティンで、これらパートナーの苗字の頭文字を合わせたのが名の由来。1965年からの名称。1974年にエクボは退職。

## おもな実績
本拠のアメリカ合衆国国内だけでも、ディズニーから国防総省、ユニバーサル、国立公園まで、数多い。
アジアだけでも、サディヤット島マスタープラン、金鶏湖や中国上海海南島住宅など多数。
日本では東京ミッドタウン、キャナルシティー博多、パークプレイス大分公園通り、名古屋栄公園、HOTEL GRAND TIARA 春日井高砂殿（株式会社愛知冠婚葬祭互助会、愛知県春日井市）、さらに横須賀アイランドプラン（神奈川県横須賀市、東京コンストラクション有限会社）徳之島リゾート（鹿児島県徳之島、三井）SURF90・相模湾アーバンリゾートフェスティバル国際コンペティション選出（神奈川県、日本経済新聞と電通）木曽駒高原SINWAリゾート（長野県、SITEアーキテクツ）、九州SEIHIゾート（大林組と東京ドーム）仙台リゾート・プリシア竹原リゾート（ミサワリゾート）九州SADOWARAリゾート（ミサワホーム）、アジア太平洋貿易センター（大阪市、ATCコーポレーション、日建設計）、AJISUゴルフリゾート（山口県、ウベ・インダストリーズと電通）、中部国際空港修景緩和調査（名古屋市、総研株式会社）、東急不動産千葉エコシティマスタープラン、富士ガリバーアイランド（静岡県、フジ・マナーパーク）、名古屋市グランド・ティアラ、TAKAYAパークタウン・スタディ（広島県竹原市、KAHOU土建）、ひらかたパーク（大阪府枚方市、京阪電鉄）、伊豆レクリエーション・スタディ（エコノミックス・リサーチアソシエイツ）、関西国際空港環境マスタープラン（大阪府、竹中工務店とKIACコーポレーション）、唐津市役所庁舎環境デザイン（佐賀県）、東京湾木更津アイランド（旧首都高速道路公団）、西部下町都市デザイン案（神戸市、大林組）、ローンスターカントリークラブ（山梨県都留市、ミサワリゾート）、神戸製鋼OHKUBOマスタープラン（神戸市、マイカル・エンジニアリング）、などがある。